# Tove Jansson
Tove Marika Jansson (9. avgust 1914 Helsinki – 27. junij 2001 Helsinki) je bila finska pisateljica, slikarka in karikaturistka švedskega rodu, najbolj znana kot ustvarjalka Muminov. Že kot otrok in kot članica umetniške družine Jansson je bila zelo produktivna. 
Začela je kot slikarka in nadaljevala kot pisateljica in ilustratorka. Uspeh ji je prinesla publikacija prvih knjig Muminov v 1940-ih. 
Imela se je najprej za umetnico in šele potem za pisateljico. 
Najpomembnejši izdelki umetnosti Janssonove so izdelki po javnem naročilu, med drugim slike v pediatričnem oddelku v bolnišnici Aurore, v šolah in v vrtcih.  
S pomočjo bohemskih, tolerantnih in humorističnih muminov je Jansson naslovila tudi težke teme kot osamljenost, nezadostnost? in smrt. Filozofija v knjigah je podala veliko tudi za odrasle bralce. Jansson je odlično upodabljala vloge v katerih funkcionirajo otroci in odrasli.
Kasneje se je Jansson osredotočala na književnosti za odrasle in likovno umetnosti in ilustracije.  Od konca 1970-ih je Jansson postala vse bolj osredotočena na svet v svojih časih in zvezah med ljudmi. Kasnejše knjige poudarjajo, na eni strani, dom in varnost in na drugi strani, negotovost in relativnost. 

## Življenje
Tove Jansson se je rodila 9. Augusta 1914 v Helsinkih. Njeni starši so bili finsko-švedski kipar Viktor Jansson in rojena Švedinja slikarka Signe Hammarsten-Jansson, ki se sta srečala v Parizu kot študenta na Académie de la Grande Chaumière. Poročila sta se leta 1913. Starši so pričakovali, da bo njun prvi otrok šel po umetniški poti. Kasneje sta se jima rodila tudi dva sinova, ki sta oba postala umetnika: fotograf Per Olof Jansson (1920–2019) in animator Lars Jansson (1926–2000).

## Rojstvo Muminov
Misel o muminih je bil rojena v Janssovi domišljiji že v 1930-ih. Prvo risbo Muminov je Jansson narisala na steni toalete na počitniški hiši. V njenih akvarelih na začetku 1930-ih obstajajo karakterji podobni muminom. Izvir karakterja je od Einara Hammarstena, Janssoneva strica. On je hotel strašiti Jansson z zgodbo o trolu, ki živi v omarici, ker je ona kradla hrano v kuhinji. 
Na začetku so mumini bili zastrašujoča bitja, črni z rdečimi očimi, nekakšni osebni demoni. Bili so suhi in pogosto roževinasti. Z muminimi knjigami so se spremenili v prijazne. 